# Red+
Red+ TV (léase más) es un canal de televisión por suscripción colombiano exclusivo de la proveedora de televisión Claro TV. Es propiedad de América Móvil.

## Historia
Fue fundado y lanzado el 14 de febrero de 2012 con el nombre de Día TV, gracias a una alianza entre la entonces Telmex de América Móvil y la Casa Editorial El Tiempo, y bajo la comercialización de Media 24.
En marzo de 2014, luego de dos años de estar en la parrilla de canales de Claro TV Colombia, renovó su oferta de programación incluyendo nuevos formatos influyentes para las amas de casa. 
El 3 de marzo de 2017, para celebrar sus 5 años de estar al aire como canal nacional exclusivo del principal cableoperador de Colombia, decide unificar su marca junto con la de su noticiero central, Red+ Noticias, informativo de gran sintonía en el país.

## Programación
Su programación se enfoca en los programas basados en los informativos y entretenimiento incluyendo formatos de opinión, actualidad, deportes, política, economía, entretenimiento, espectáculo, misterio; al igual que magazines para el hogar y entrevistas. 
Su noticiero, Red+ Noticias cuenta con tres emisiones continuas de noticias y se emite en simultáneo con Canal 1 en las ediciones de la Mañana, Central y Fin de Semana.
Cuenta con el programa de humor como es: La Tele Letal.
Como parte de las novedades se encuentra la alianza con Caracol Radio, que consistiría en las versiones televisivas de los programas 6AM Hoy por Hoy y el noticiero del mediodía. 6 AM Hoy por hoy es el programa informativo líder de la radio en Colombia y es dirigido por Gustavo Gómez, por su parte, El Noticiero 12M+, dirigido por Diana Calderón, y presentado por Erika Fontalvo y Fidel Franco, es el informativo radial más escuchado en la franja del mediodía a nivel nacional, dicha alianza comenzó en marzo del 2017 en el lanzamiento de Red+ bajo la dirección de Álvaro García Jiménez y finalizó el 31 de agosto de 2019 debido al cambio de director del noticiero Red+Noticias de Juan Lozano Ramírez a Giovanni Celis Sarmiento, además por la reestructuración del noticiero.

## Directores
- Álvaro García Jiménez (2013-2017)
- Juan Lozano Ramírez (2017-2019)
- Giovanni Celis Sarmiento (2019-actualidad)